# Simulium minus
Simulium minus är en tvåvingeart som först beskrevs av Dyar och Shannon 1927.  Simulium minus ingår i släktet Simulium och familjen knott. Inga underarter finns listade i Catalogue of Life.